# Krezip

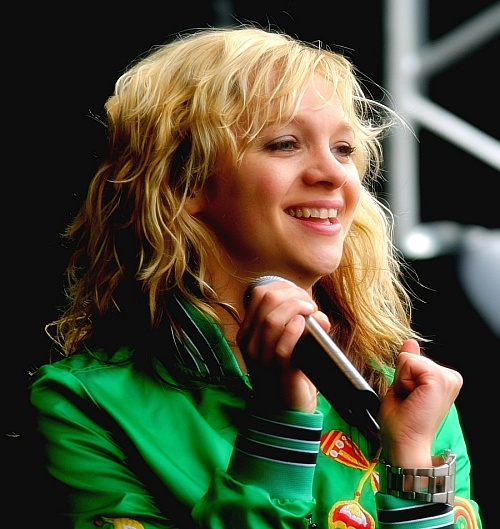
Jacqueline Govaert auf einem Krezip-Konzert in Zwolle

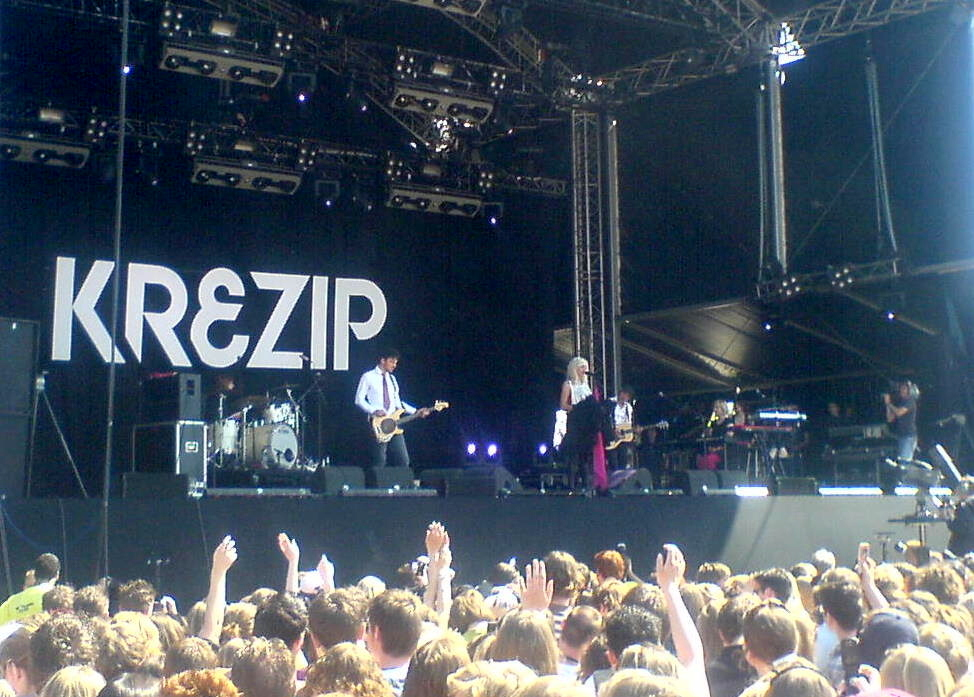
Krezip auf dem Bevrijdingsfestival Overijssel 2008 in Zwolle.

Krezip ist eine niederländische Band, die 1997 von Schülern gegründet wurde. Der nationale Durchbruch gelang der Band im Jahre 2000 beim Pinkpop-Festival, mit dem Song I would stay, der auch von diversen deutschen Radiosendern gespielt wurde. Das Debütalbum Nothing less verkaufte sich 300.000 Mal. 2002 erschien das Album Days like this. Es wurde am 15. Oktober in den Niederlanden veröffentlicht. Ein Unplugged-Album namens That’ll be Unplugged wurde 2003 veröffentlicht. Anschließend produzierte die Band das 2005 erschienene Album What are you waiting for. Das darauf folgende Album der Band Plug it in wurde am 11. Mai 2007 veröffentlicht. Im November erschien in den Niederlanden ein Best-of-Album. In diesem Zusammenhang gab die Band im Oktober 2008 ihre Auflösung bekannt.
Am 28. Januar 2019, über zehn Jahre nach der Auflösung, tat sich die Band wieder zusammen und veröffentlichte die Single Lost Without You. Das die Single enthaltende Album Sweet High erschien am 24. Oktober 2019 und erreichte in den Niederlanden Goldstatus.

## Diskografie

### Alben
| Jahr | Titel                    | Höchstplatzierung, Gesamtwochen, AuszeichnungChartsChartplatzierungen (Jahr, Titel, Platzierungen, Wochen, Auszeichnungen, Anmerkungen) | Anmerkungen                            |
| Jahr | Titel                    | NL | Anmerkungen                            |
| ---- | ------------------------ | --- | -------------------------------------- |
| 2000 | Nothing Less             | NL1 ×3Dreifachplatin · (68 Wo.)NL | Erstveröffentlichung: 23. Juni 2000    |
| 2002 | Days Like This           | NL3 Gold · (28 Wo.)NL | Erstveröffentlichung: 16. Oktober 2002 |
| 2005 | What Are You Waiting For | NL1 (29 Wo.)NL | Erstveröffentlichung: 9. Mai 2005      |
| 2007 | Plug It In               | NL3 Gold · (58 Wo.)NL | Erstveröffentlichung: 11. Mai 2007     |
| 2008 | Best of Krezip           | NL1 ×3Dreifachplatin · (53 Wo.)NL | Erstveröffentlichung: 6. November 2008 |
| 2009 | Sweet Goodbye            | NL2 (14 Wo.)NL | Erstveröffentlichung: 24. Juli 2009    |
| 2019 | Sweet High               | NL2 Gold · (10 Wo.)NL | Erstveröffentlichung: 24. Oktober 2019 |
| 2023 | Any Day Now              | NL4 (3 Wo.)NL | Erstveröffentlichung: 7. April 2023    |
| 2024 | Music for Máxima         | NL34 (1 Wo.)NL | Erstveröffentlichung: 17. Mai 2024     |

Weitere Alben
- 1999: Run around
- 2004: That’ll Be Unplugged & More

### Singles
| Jahr | Titel Album                                  | Höchstplatzierung, Gesamtwochen, AuszeichnungChartsChartplatzierungen (Jahr, Titel, Album, Platzierungen, Wochen, Auszeichnungen, Anmerkungen) | Anmerkungen                                            |
| Jahr | Titel Album                                  | NL | Anmerkungen                                            |
| ---- | -------------------------------------------- | --- | ------------------------------------------------------ |
| 2000 | I Would Stay Nothing Less                    | NL1 Platin · (18 Wo.)NL | Erstveröffentlichung: 16. Juni 2000                    |
| 2002 | You Can Say Days Like This                   | NL18 (5 Wo.)NL | Erstveröffentlichung: 16. September 2002               |
| 2002 | Promise Days Like This                       | NL16 (6 Wo.)NL | Erstveröffentlichung: November 2002                    |
| 2005 | Out Of My Bed What Are You Waiting For       | NL9 (10 Wo.)NL | Erstveröffentlichung: 15. April 2005                   |
| 2005 | Don’t Crush Me What Are You Waiting For      | NL22 (7 Wo.)NL | Erstveröffentlichung: 15. Juli 2005                    |
| 2005 | I Apologize What Are You Waiting For         | NL30 (3 Wo.)NL | Erstveröffentlichung: 14. November 2005                |
| 2007 | Plug It In & Turn Me On Plug It In           | NL21 (6 Wo.)NL | Erstveröffentlichung: 6. April 2007                    |
| 2007 | All My Life Plug It In                       | NL7 (19 Wo.)NL | Erstveröffentlichung: 19. Oktober 2007                 |
| 2008 | Everybody’s Gotta Learn Sometime –           | NL23 (6 Wo.)NL | Erstveröffentlichung: 8. Februar 2008                  |
| 2008 | Go to Sleep Sweet Goodbye                    | NL24 (9 Wo.)NL | Erstveröffentlichung: 19. September 2008               |
| 2009 | Sweet Goodbyes Sweet Goodbye                 | NL2 Gold · (25 Wo.)NL | Erstveröffentlichung: 6. April 2009                    |
| 2019 | Lost Without You Sweet High                  | NL8 Platin · (17 Wo.)NL | Erstveröffentlichung: 29. Januar 2019                  |
| 2019 | How Would You Feel Sweet High                | NL27 (6 Wo.)NL | Erstveröffentlichung: 5. Juni 2019                     |
| 2021 | You Are Not Alone –                          | NL20 (7 Wo.)NL | Erstveröffentlichung: 1. Januar 2021                   |
| 2022 | Make It a Memory Any Day Now                 | NL31 Gold · (8 Wo.)NL | Erstveröffentlichung: 11. März 2022 mit Danny Vera     |
| 2024 | It All Means Nothing (You’re Not Here Now) – | NL19 (5 Wo.)NL | Erstveröffentlichung: 22. November 2024 mit Danny Vera |

Weitere Singles
- 2000: Won’t Cry
- 2000: All Unsaid
- 2001: Everything and More
- 2003: Mine
- 2007: Play This Game with Me
- 2021: Seventeen
- 2022: Ready For More
- 2022: Let Me Go Home
- 2023: In The Water
- 2023: Where the Light Goes
- 2024: Attention
- 2024: I Will Go There (mit Remme)